# Paul Schouten
Paul Schouten (ook vermeld als Paul Henry Schouten) (Mechelen, 1868 - Watermaal-Bosvoorde, 1922) was een Belgisch landschapschilder en halfbroer van de dierenschilder Henry Schouten.

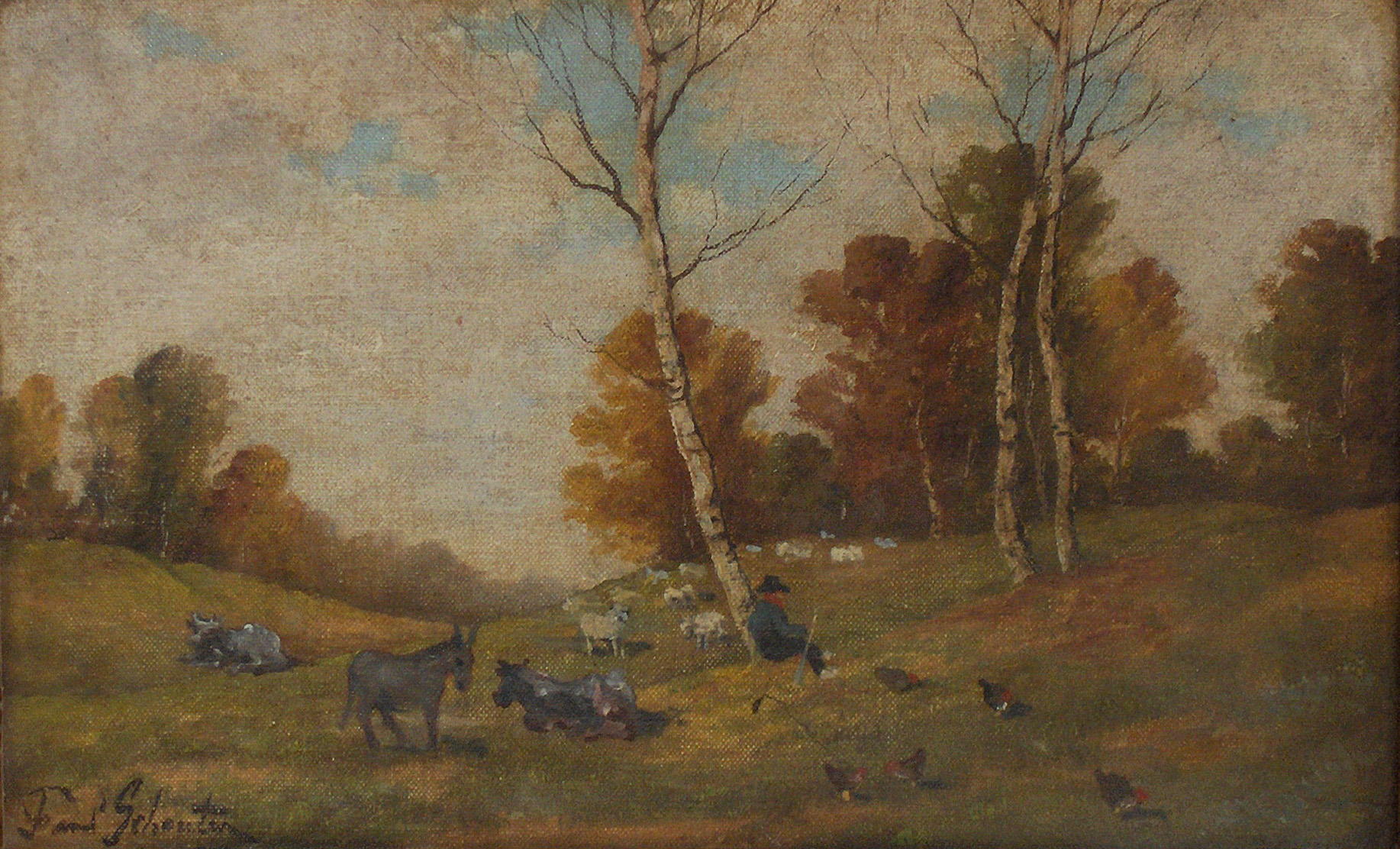
Landschap met herder en dieren

Hij had een voorkeur voor dieren en realistische landschappen. Soms schilderde hij samen met zijn halfbroer een schilderij waarop Henry de dieren schilderde en Paul de personages en de achtergrond.

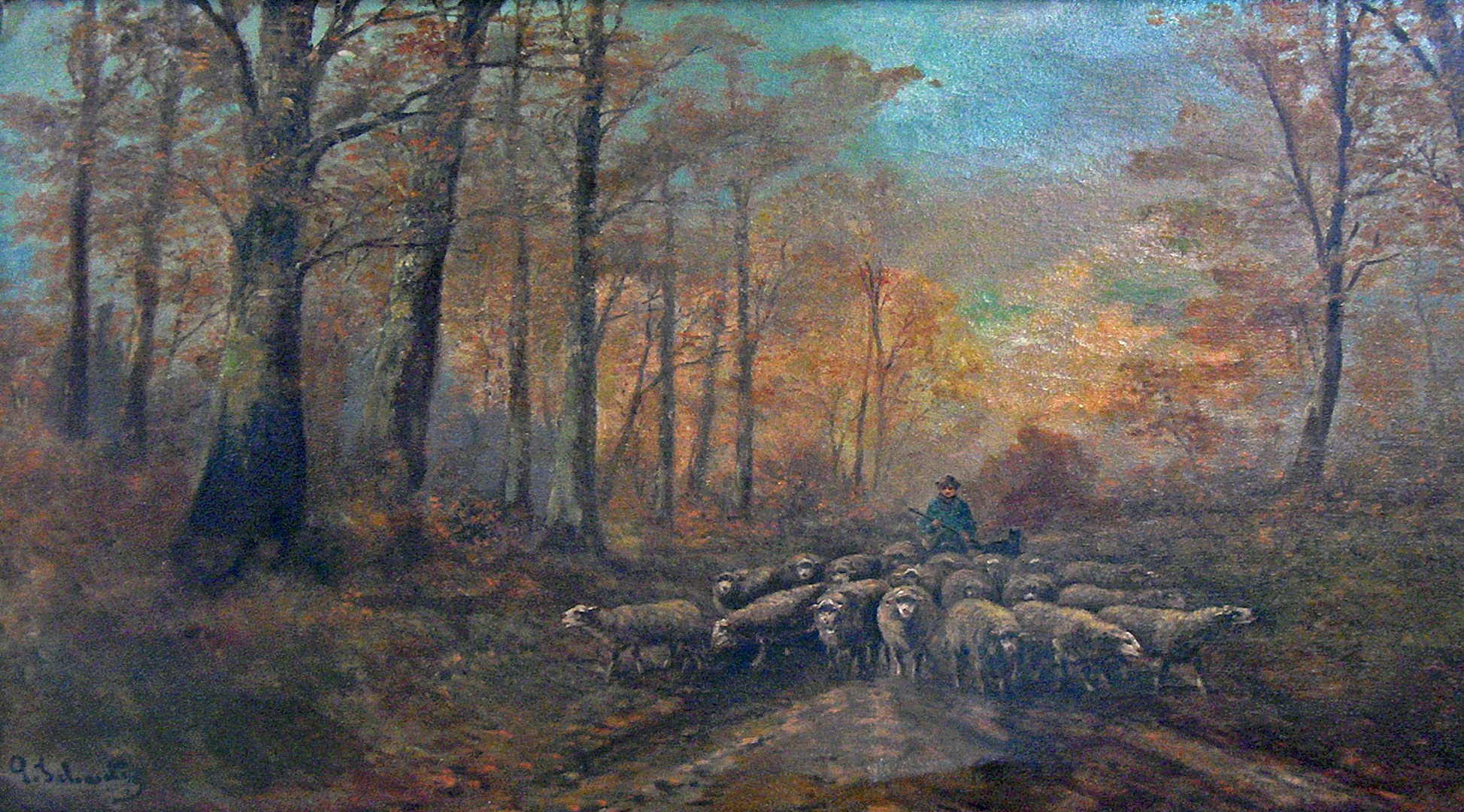
Landschap met herder en schapen

Zijn schilderijen worden regelmatig aangeboden op kunstveilingen.